# Spinales Lipom
Ein spinales Lipom ist eine sehr seltene angeborene Entwicklungsstörung mit einer Raumforderung von Fett- und Bindegewebe in Verbindung zur Rückenmarkshaut (Leptomeninx) oder zum Rückenmark, die häufig zu einem Tethered cord führt.

## Verbreitung
Die Häufigkeit angeborener spinaler Lipome wird mit 0,4 – 0,8 / 100'000 angegeben.
Beide Geschlechter sind gleich häufig betroffen, das mittlere Alter zum Zeitpunkt eines operativen Eingriffes liegt bei 5 Jahren.
Diese Lipome sind die häufigste Form einer Spina bifida occulta.

## Ursache
Zugrund liegt eine embryonale Entwicklungsstörung zwischen dem 25. und 48. Schwangerschaftstag. Dabei kommt es zu einer zeitlich gestört ablaufenden Trennung und Verschließung von Haut-Ektoderm und Neuroektoderm, wodurch Mesenchym in eine vorübergehende Öffnung des Neuralrohres hineingerät und dadurch Fettgewebe bildet.

## Einteilung
Je nach Lokalisation können folgende Formen unterschieden werden:
- Lipomeningomyelozele (84 %)  (in Assoziation mit einer spinalen Dysraphie)
- Fibrolipom des Filum terminale (12 %)
- Lipomyelozele, rein intradural[8]

## Klinische Erscheinungen
Je nach Lokalisation und Ausmaß der Veränderungen kann Zeitpunkt und Art der klinischen Manifestation erheblich variieren.
Entscheidend ist, ob es durch eine Dysraphie oder Fettgewebsinfiltration zu einer Hemmung des Ascensus des Rückenmarkes mit einem Tethered Cord kommt.
Zum Zeitpunkt eines operativen Eingriffes fanden sich bei 2/3 neurologische Ausfälle.

## Diagnose
Der Nachweis einer fetthaltigen Raumforderung kann bereits kurz nach Geburt mittels Sonografie erfolgen, sofern sich Verdachtsmomente ergeben.
Das genauere Ausmaß wird mittels Kernspintomographie oder Computertomographie festgestellt.

## Therapie
Die Behandlung, insbesondere Indikationsstellung zu einer Operation bedarf einer interdisziplinären Abstimmung.